# Cees Aanraad

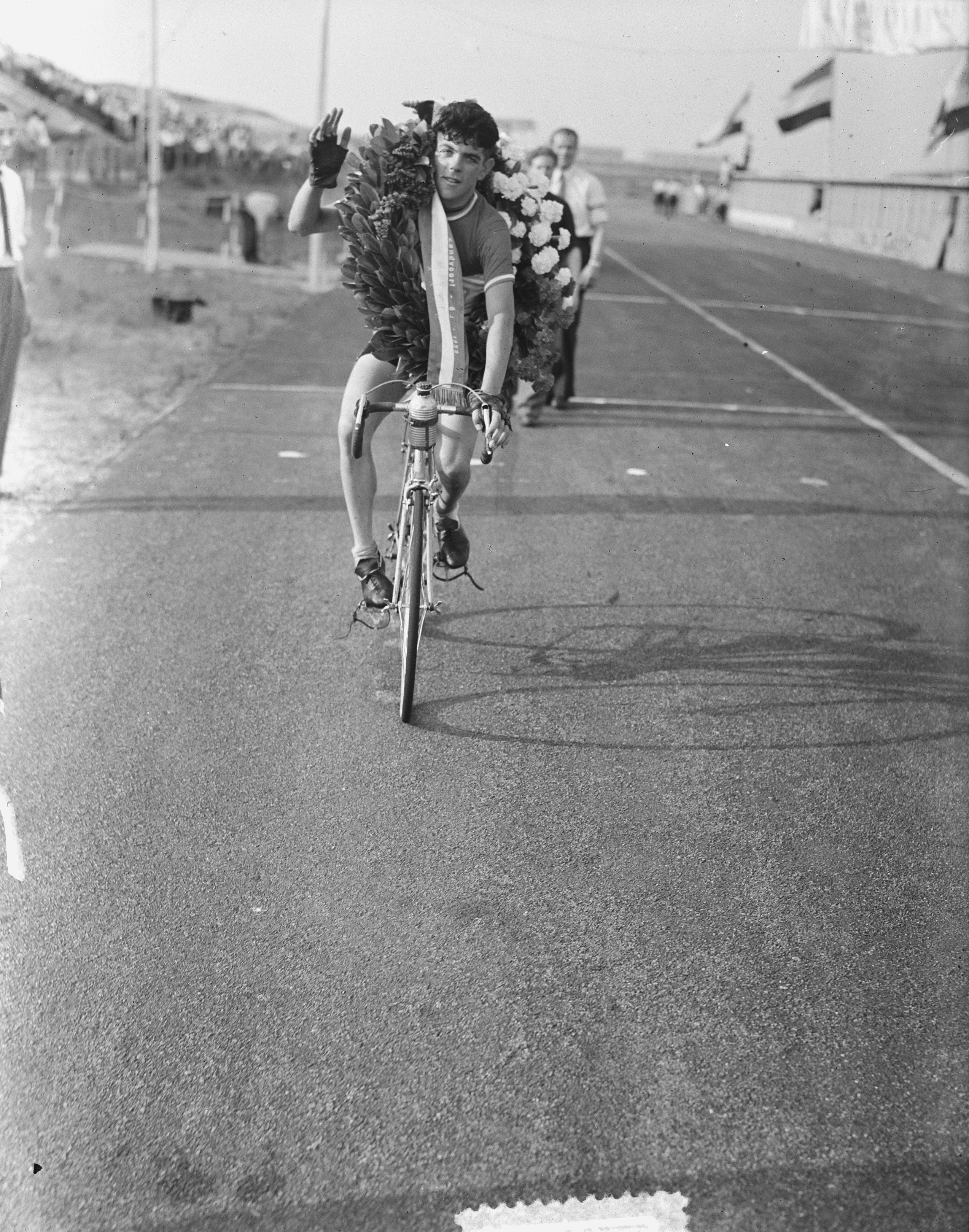
Cees Aanraad (1952)

Cees Aanraad ist ein ehemaliger niederländischer Radrennfahrer und nationaler Meister im Radsport.

## Sportliche Laufbahn
Aanraad war im Straßenradsport aktiv. 1952 siegte er in der nationalen Meisterschaft im Straßenrennen der Amateure vor Adrie van Steenselen. Bei den Straßenradsport-Weltmeisterschaften 1952 in Luxemburg kam er im Amateurrennen auf den 7. Rang.